# Le Guin (krater)
Le Guin är en nedslagskrater på planeten Merkurius, med en diameter på ungefär 61 kilometer.
2024 uppkallade den efter den amerikanska författaren Ursula K. Le Guin.